# Хухморьт
Хухморьт – сомон аймаку Говь-Алтай, Монголія. Територія 6,3 тис км кВ, населення 3,3 тис. Центр – селище Сайн уст знаходиться на відстані 210 км від міста Алтай та 1211 км від Улан-Батора. Є школа, лікарня, сфера обслуговування.

## Рельєф
На південному-сході розгалуження хребта Хасагт Хайрхан, більшу частину території займають піски Гобі. Річка Завхан, є озера.

## Клімат
Різкоконтинентальний клімат. Середня температура січня -20 градусів, липня +16+20 градусів. Протягом року в середньому випадає 60-100 мм опадів.

## Корисні копалини
Хімічна та будівельна сировина

## Тваринний світ
Водяться козулі, зайці, тарбагани